# Tour de Colombie 1968
Le Tour de Colombie 1968, qui se déroule du 30 avril au 19 mai 1968, est une épreuve cycliste remportée par le Colombien Pedro Julio Sánchez. Cette course est composée de 18 étapes.